# Marcel Augusto Ortolan
Marcel Augusto Ortolan (født 12. november 1981) er en brasiliansk fodboldspiller.